# St. Mauritius (Warzfelden)

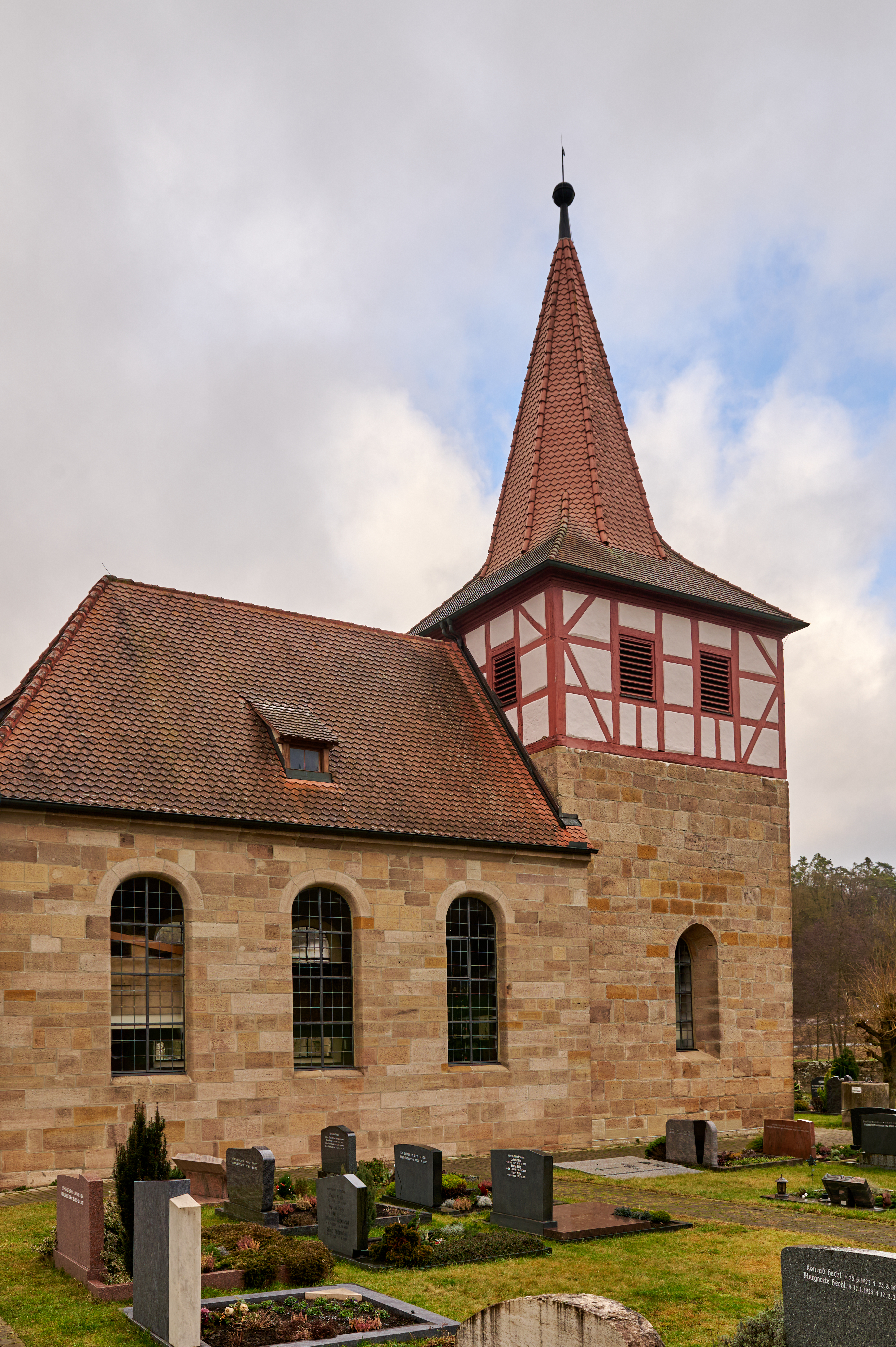
Warzfelden, St. Mauritius

St. Mauritius ist eine nach dem Heiligen Mauritius benannte evangelisch-lutherische Kirche in Warzfelden (Dekanat Ansbach).
Die Kirche könnte auf den Grundmauern einer ehemaligen Festungsanlage aus dem 10. Jahrhundert erbaut worden sein, worauf der Flurname Burgwieslein verweist. Erstmals bezeugt wird die Kirche jedoch 1399, als die Altarweihe stattfand. Ursprünglich ist der aus Sandsteinquadern bestehende Chorturm im Osten. Wann der Saal im Westen und die Sakristei im Norden angebaut wurde, ist unklar.
Die Friedhofsummauerung stammt wohl aus dem 18. Jahrhundert. Der Turmaufsatz aus Fachwerk mit achtseitig eingezogenem Helm wurde 1799 verfertigt. 1863 erhielt die Kirche einen neuen Hochaltar, der sich wie die Orgel im Chor befindet. Das spitzdachige Kirchenschiff wurde 1906 aus Sandsteinquadern neu erbaut. Es hat drei Rundbogenfenster an der Südseite. Im Inneren wurde eine Empore an der Nordseite angebracht. 1981 erhielt die Kirche anlässlich der 700-Jahr-Feier des Ortes Warzfelden von der Künstlerin Maria Beine-Hager ein überdimensionales Fresko des Heiligen Mauritius, das sich über der Kanzel an der Ostwand des Kirchenschiffs befindet.
1986 und 2014 erfolgten Außenrenovierungen.
Ursprünglich war St. Mauritius eine Filiale von St. Andreas (Dietenhofen). Um 1820 bildete St. Martin (Kleinhaslach) einen Pfarrsprengel, zu dem auch St. Mauritius gehörte. Am 19. Dezember 1842 wurde St. Martin zur Pfarrei erhoben. Die Filiale St. Mauritius versorgt die evangelisch-lutherischen Christen der Orte Adelmannsdorf, Beutellohe, Kleinhabersdorf und Warzfelden.